# Bras de Caverne
Le Bras de Caverne est un cours d'eau de l'île de La Réunion, département d'outre-mer français dans le sud-ouest de l'océan Indien, et un affluent du fleuve côtier la Rivière du Mât.

## Géographie
De 14,2 km de longueur, et prenant naissance dans les confins du territoire communal de Saint-Benoît, il traverse la forêt de Bélouve, sur le territoire communal de Salazie, puis se jette en cascades dans le Trou de Fer avant de s'écouler vers le nord-est en formant la frontière de la commune avec Bras-Panon.
Il rejoint finalement la Rivière du Mât, où il se jette, au tripoint que forment Salazie, Bras-Panon et Saint-André. À l'exception des derniers mètres qu'il parcourt, son cours est entièrement situé dans le parc national de La Réunion.